# Burma (Guyana)
Pour les articles homonymes, voir Burma.
Burma est un village producteur de riz sur la côte atlantique du Guyana, située sur la côte Est de Démérara, à 65 km à l'est de Georgetown.
Le village est bien connu car il abrite le centre de développement de la riziculture de Burma (Burma Rice Development Station), le seul de son genre au Guyana, où de nouvelles variétés sont testées pour leurs caractéristiques désirables. Des travaux de sélection sont effectués sur des variétés résistantes de riz de type « rustique » ainsi que sur des variétés aromatiques et tolérantes au sel. Burma est également le site du complexe de minoterie de développement de la riziculture de Mahaicony-Abary. Les deux institutions se trouvent trois kilomètres au sud de l’autoroute de la côte Est.